# Tiia Strandén
Tiia Strandén (* 25. September 1970 in Aavasaksa, Gemeinde Ylitornio) ist Literaturvermittlerin und die Direktorin von FILI – Finnish Literature Exchange, einer Non-Profit-Organisation für die Förderung von Finnlands Literaturen im Ausland.

## Leben
Tiia Strandén wurde in einem finnischsprachigen Elternhaus in Finnland geboren. Im Alter von vier Jahren übersiedelte sie mit ihren Eltern nach Västerås in Schweden, wo sie aufwuchs. Sie besuchte eine finnischsprachige Grundschule, aber erhielt ihre weitere Schulbildung auf Schwedisch. 1990 kehrte Strandén nach Finnland zurück, um Philosophie und Nordische Literatur in einem schwedischsprachigen Studiengang an der Universität Helsinki zu studieren und gleichzeitig ihre Finnischkenntnisse aufzufrischen. Ihre Masterarbeit (schwedisch pro gradu avhandling) von 1998 behandelt die Rezeption von Sally Salminens Roman Katrina.
Strandén lebt in Helsingfors (finnisch Helsinki) und arbeitete nach ihrem Studium mehrere Jahre als Kultursekretärin des vom Nordischen Ministerrat betriebenen Kulturzentrums Nordens Institut i Finland (heute Nordisk kulturkontakt). Im Jahr 2011 – während der Vorbereitungen für den Finnland-Schwerpunkt auf der Frankfurter Buchmesse 2014 – kam sie als Spezialistin für finnlandschwedische Literatur zu FILI, dem Informationszentrum für die Literaturen Finnlands bei der Finnischen Literaturgesellschaft. Nach einer kurzen Übergangszeit als dessen Vertretungsdirektorin von August 2016 bis Januar 2017 ist sie seit dem 1. Februar 2017 Direktorin.
Strandén ist schwedische Staatsbürgerin, sagt jedoch von sich selber, dass sie sowohl Finnlandschwedin, Finnin und Schwedin ist; in ihren eigenen Worten: „Eigentlich bin ich nicht ausschließlich Finnlandschwedin“ (finnisch Oikeastaan vain suomenruotsalainen en ole). Strandéns Kinder, die in Finnland geboren wurden und mit denen sie Schwedisch spricht, haben eine finnlandschwedische sprachliche Identität entwickelt.

## Auszeichnungen (Auswahl)
- 2022 Finnischer Orden der Weißen Rose („Ritter II. Klasse“)[13]

## Veröffentlichungen (Auswahl)
- 2002 Men det var hennes kläder : nedslag i den samtida svenskspråkiga kvinnolitteraturen, Söderström,  Helsingfors (schwedisch; hrsg. mit Rita Paqvalén, Illustrationen Henrika Lax) ISBN 951-52-2032-7
- 2007 Detta är inte fiktion : 18 nordiska samtidspoeter, Söderström,  Helsingfors  (schwedisch; hrsg. mit Oscar Rossi) ISBN 978-951-52-2475-0
- 2008 Tråkboken : om att bejaka vardagens tristess, Söderström,  Helsingfors  (schwedisch; hrsg. mit Susanna Sucksdorff) ISBN 978-951-52-2725-6
- 2008 Replik : om finlandssvensk teater i samtiden, Söderström,  Helsingfors  (schwedisch; hrsg. mit Rita Paqvalén) ISBN 978-951-52-2559-7